# Diaspora sikhe
La diaspora sikhe est constituée par l'ensemble des Sikhs vivant hors du Pendjab, leur région d'origine, soit dans le reste de l'Inde, soit dans d'autres pays. 80 % d'entre eux vivent au Pendjab. En Inde, on estime que la communauté sikhe compte quelque 20 millions de personnes, soit un peu moins de 2 % de la population indienne ; ils sont nombreux dans la région de Delhi. Ailleurs dans le monde, on trouve aussi d'importantes communautés sikhes: au Pakistan, au Royaume-Uni et dans les anciennes colonies britanniques — Canada, Australie, Singapour, Kenya, etc. — ou encore aux États-Unis, ainsi qu'en Indonésie.

## Histoire

### Soldats et policiers de l'Empire britannique

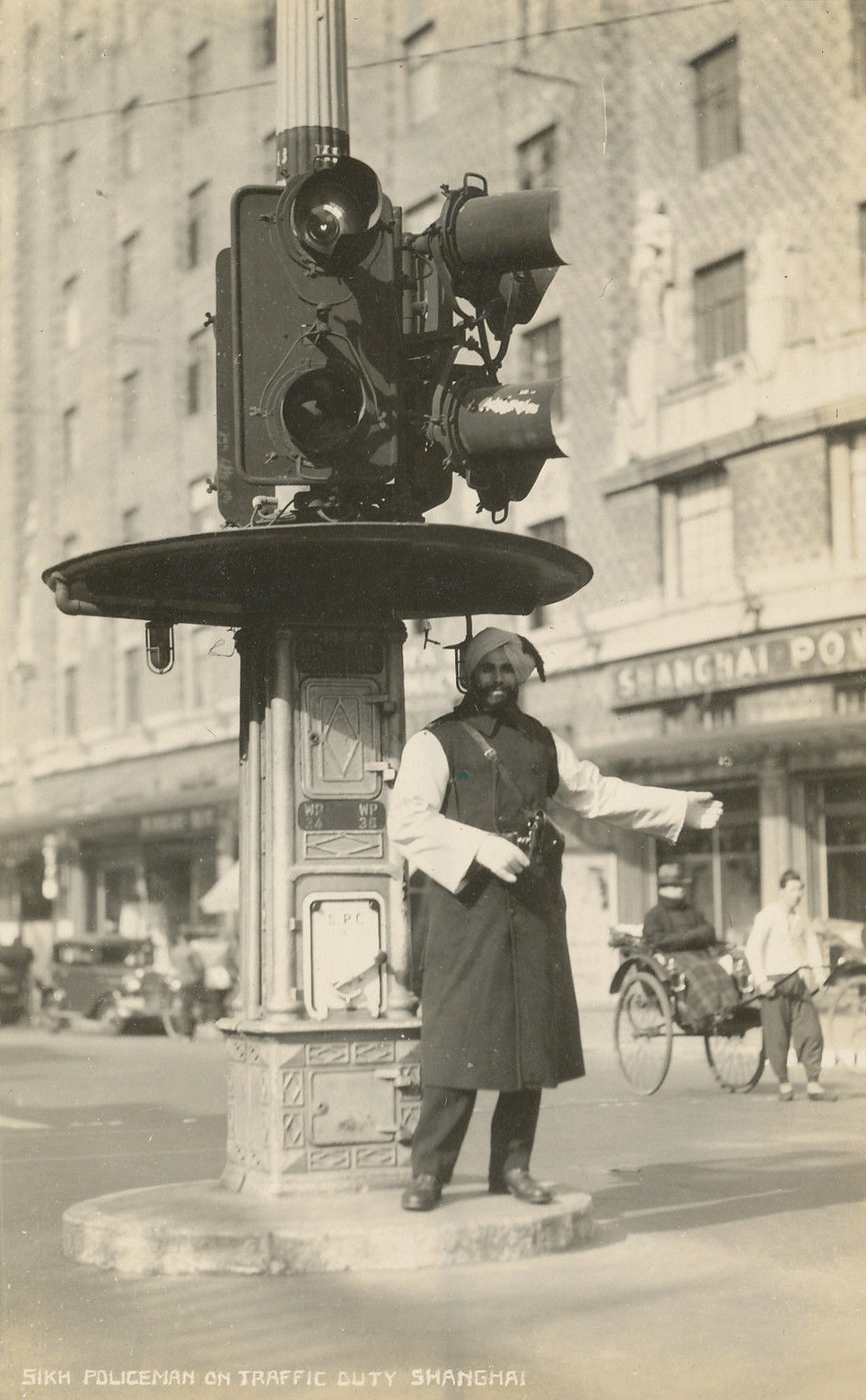
Policier sikh à Shanghaï en 1935.

Au XIXe siècle, l'Empire britannique est confronté à la nécessité de contrôler de vastes territoires et des populations nombreuses avec un faible effectif de troupes européennes. L'administration impériale décide d'engager des soldats sikhs, ce qui va être un facteur de la dispersion d'une diaspora sikhe.
C'est leur dure résistance à la conquête dans les guerres anglo-sikhes, de 1845 à 1849, puis leur fidélité pendant la révolte des cipayes de 1857-1859, qui ont valu aux Sikhs leur réputation de courage et de loyauté. Après la dissolution des premières unités de cipayes, le gouvernement colonial de l'Inde s'oriente donc vers le recrutement dans l'armée de l'Inde d'auxiliaires indigènes sélectionnés. Les Britanniques développent une théorie des races martiales (en), telles que les Sikhs du Pendjab et les Gurkhas du Népal, qui seraient « biologiquement et culturellement prédisposées aux arts de la guerre ». Les Sikhs sont largement répartis dans les provinces de l'Inde britannique, dans l'armée comme dans la police coloniale.
Ce système fait l'objet de nombreuses publications et ne tarde pas à se répandre dans les autres colonies britanniques. En 1866, Charles Creagh, surintendant adjoint de la police du Sind, est muté dans la colonie de Hong Kong : il convainc le gouverneur Richard Graves MacDonnell d'enrôler des policiers sikhs pour assurer l'ordre. Deux cents sont recrutés au Pendjab en 1867-1868 : ils se révèlent très efficaces pour réprimer les émeutes et bagarres, combattre les sociétés secrètes chinoises et surveiller la frontière continentale. Coopérant avec des agents européens et chinois, ils constituent l'épine dorsale de la Hongkong Constabulary. Cet exemple est vite imité dans d'autres colonies comme les Établissements des détroits dans la péninsule malaise. Une école de police est créée à Singapour, où les recrues apprennent à la fois l'anglais et le chinois. Cependant, un policier sikh ne touche que 9 à 30 dollars par mois contre 40 à 100 pour un policier européen. Un temple sikh est établi à Hong Kong dans le quartier de Wan Chai.

## Inde (hors Pendjab)
La majorité des Sikhs vivent dans l'État du Pendjab mais, en raison du redécoupage des États et territoires de l'Inde, des communautés rurales sikhes anciennes se trouvent dans les limites de l'Haryana et de l'Uttar Pradesh. En 1988, environ 300 000 paysans sikhs vivaient dans la région montagneuse du Teraï, à la frontière du Népal.
Pendant la période coloniale, des communautés sikhes se forment dans les principales villes, Delhi, Bombay, Calcutta. Lors des indépendances en 1947, la partition des Indes entre l'Union indienne et le Pakistan entraîne une vague de violences intercommunautaires et provoque l'exode de plusieurs millions de réfugiés. La plupart des Sikhs du Pendjab occidental, devenu pakistanais, se fixent en Inde et notamment dans l'agglomération de Delhi. Beaucoup servent dans les Forces armées indiennes.
Cependant, l'apparition d'un mouvement indépendantiste sikh du Khalistan dans les années 1980 entraîne une crise parmi les Sikhs : beaucoup désertent l'armée après l'assaut de l'armée indienne contre le Temple d'or d'Amritsar en juin 1984. Les menaces des militants indépendantistes et les émeutes anti-sikhes dans certaines régions amènent de nombreux Sikhs à s'exiler, soit à l'intérieur du pays, soit vers l'étranger.
Hormis cette crise violente mais relativement brève, les Sikhs hors du Pendjab sont généralement des citadins tranquilles, aisés et bien intégrés dans la société indienne. Outre l'armée et la police, ils travaillent habituellement dans le transport (chauffeur de taxi, de camion et d'autobus, commerce des pièces d'automobile) mais aussi dans les affaires, le droit, la médecine, et les sports comme le cricket. Ils sont bien représentés dans le gouvernement et l'administration.
Lors du recensement de 1981, les Sikhs représentaient 8% de la population de Delhi. En 1984, ils sont environ 50 000 à Calcutta. Des communautés sikhes plus ou moins nombreuses sont attestées en Jammu-et-Cachemire, où ils sont environ 250 000 en 1984, en Andhra Pradesh, Bengale occidental, Assam, Bihar, Gujarat, Himachal Pradesh, Karnataka, Kerala, Madhya Pradesh, Maharashtra, Rajasthan, Tamil Nadu et Tripura.

## Afrique

### Afrique du Sud
La communauté sikhe d'Afrique du Sud est relativement récente : elle remonte à la fin des années 1990. Elle est formée de migrants de l'Inde, du Kenya, du Botswana et d'autres pays. Les premiers lieux de culte sont fondés à Durban en 2000, à Johannesburg en 2006 et au Cap en 2010. Le premier gurdwara de plein exercice ouvre en 2015 à Johannesburg après huit ans de procédures dues à l'opposition d'une partie de la communauté blanche du quartier.

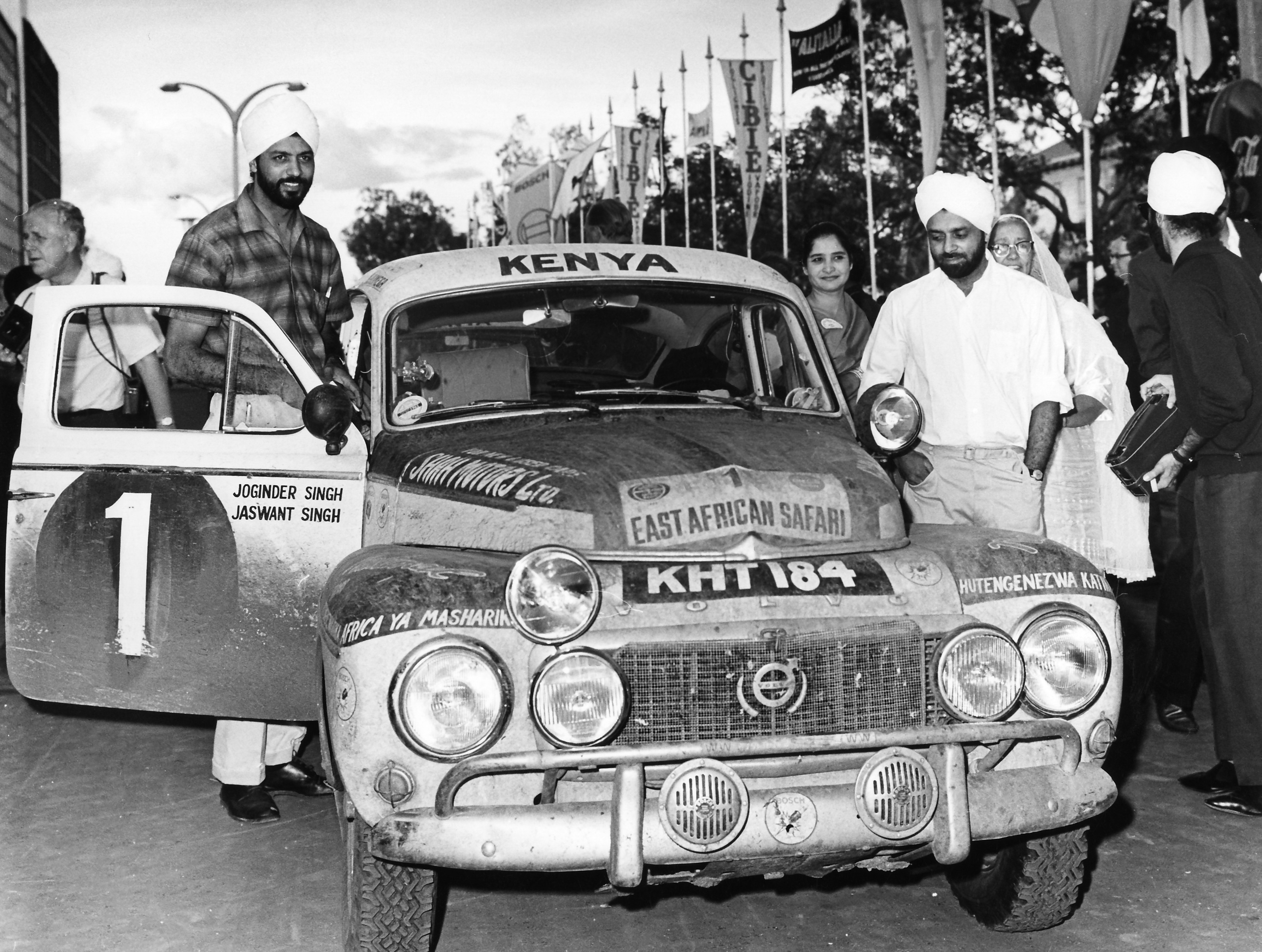
Deux frères sikhs, vainqueurs du East African Safari au Kenya en 1965.

### Kenya
Au Kenya, les Sikhs sont bien implantés dans des activités comme la mécanique automobile, la construction, le textile, l'alimentation et le tourisme. À Nakuru, où leur temple a été édifié dans les années 1960, certains vivent dans le quartier le plus résidentiel de la ville. De façon assez exceptionnelle parmi les communautés religieuse de la diaspora indienne, les Sikhs du Kenya ont fait preuve de prosélytisme en traduisant en 1968 un de leurs livres en swahili, le Dini ya Sikh.

## Amérique du Nord

### Canada

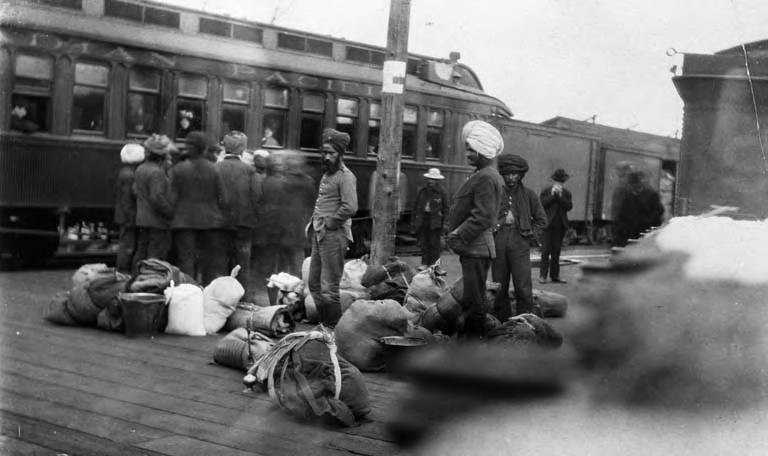
Migrants sikhs en Colombie-Britannique, v. 1905-1914.

Les premiers Sikhs arrivent au Canada avec le contingent militaire venu de Hong Kong pour assister au jubilé de la reine Victoria en 1897, puis au couronnement d'Édouard VII en 1902. Les premiers immigrants s'établissent en Colombie britannique en 1904. Sur les 5 000 premiers migrants d'Asie du Sud, 90% sont des Sikhs. Malgré une forte discrimination, qui aboutit à l'interdiction de l'immigration en 1908, ils fondent leurs premières institutions : la Vancouver Khalsa Diwan Society est ainsi créée en 1906. En 1920, des gurdwaras sont établis à New Westminster, Victoria et autres villes.

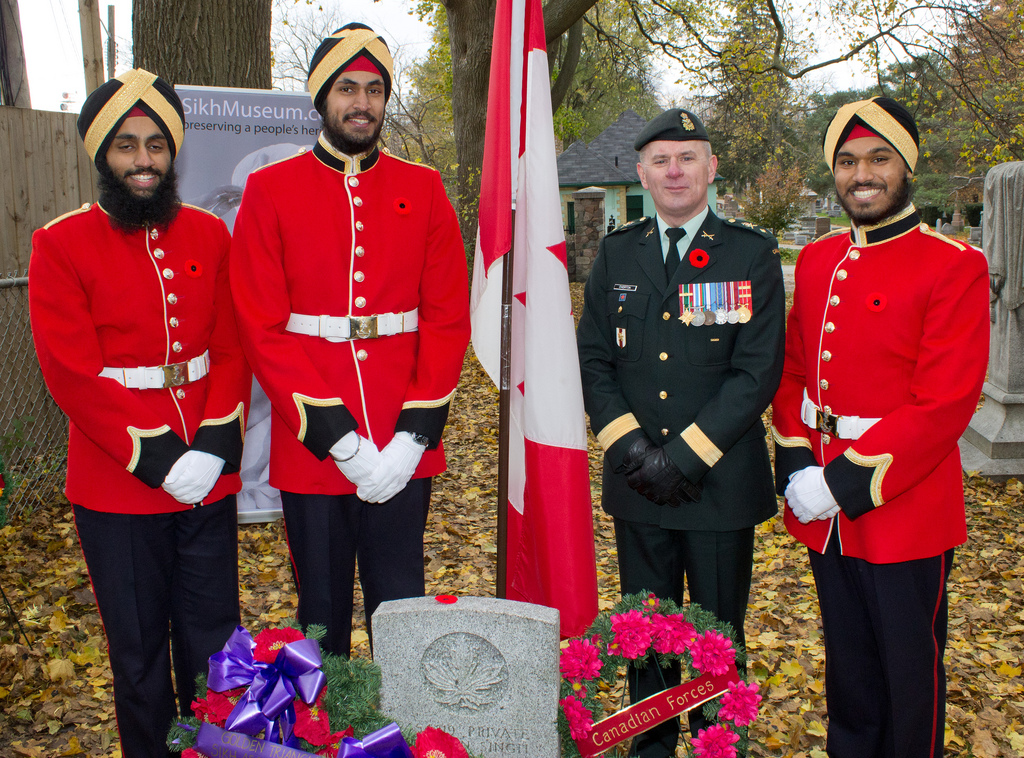
Cadets sikhs de l'armée canadienne célébrant le Jour du souvenir sikh à Kitchener le 4 novembre 2012.

Les quotas raciaux sont abolis dans les années 1960 et l'immigration sikhe se développe ; les nouveaux venus sont plus instruits et moins traditionalistes que les générations précédentes, la pratique étant plus souple chez les sahajdhari (en) (non-initiés) que chez les keshadhari (initiés). Le courant migratoire s'accentue pendant les années 1990 : le nombre de Sikhs au Canada passe de 145 000 en 1991 à 455 000 en 2011. Des religieux et musiciens sikhs venus du Pendjab font fréquemment des tournées au Canada et la plupart des jeunes de la deuxième génération parlent le pendjabi. La fréquentation du culte et les repas communautaires tiennent une grande place dans la vie sociale.
Le 2 mars 2006, un jugement de la Cour suprême du Canada légalise le port du kirpan dans les écoles publiques, en se fondant sur le principe de liberté religieuse garanti par la Constitution. La Cour a jugé qu'une autorité scolaire ne pouvait interdire totalement le port du kirpan à un élève, dans la mesure où ce poignard est porté dans des conditions sûres, puisque la lame est insérée dans un étui cousu et que cet étui est de plus porté sous les vêtements.

### États-Unis
Les premiers migrants sikhs arrivent au XIXe siècle, principalement en Californie. Ils travaillent d'abord comme ouvriers ; ils sont nombreux à s'engager dans l'armée à partir de la Première Guerre mondiale. Leur nombre est estimé entre 500 000 et 700 000 en 2012.
Selon une étude des American Trucking Associations (en) de 2019, environ 30 000 Sikhs vivant aux États-Unis travaillent comme chauffeurs de camion, une de leurs professions habituelles dans le monde entier ; en 2012, 6 000 entreprises de transport routier appartiennent à des citoyens indiens.
Après les attentats du 11 septembre 2001, nombreux sont les Américains[Qui ?] ayant confondu les signes extérieurs de croyance religieuse sikhe, tels que les turbans et les barbes, avec ceux des terroristes qui ont mené les attaques. Les Sikhs se sont vus souvent confondus avec les musulmans et maltraités. Dans les mois qui ont suivi les attentats, près de 300 incidents ont été rapportés aux États-Unis, incluant menaces, actes de violence et même un meurtre (meurtre de Balbir Singh Sodhi (en)).
Le 5 août 2012, un homme ouvre le feu dans un temple sikh dans la banlieue de Milwaukee dans le Wisconsin. Le bilan fait état de sept morts et trois blessés graves.

## Asie (hors Inde)

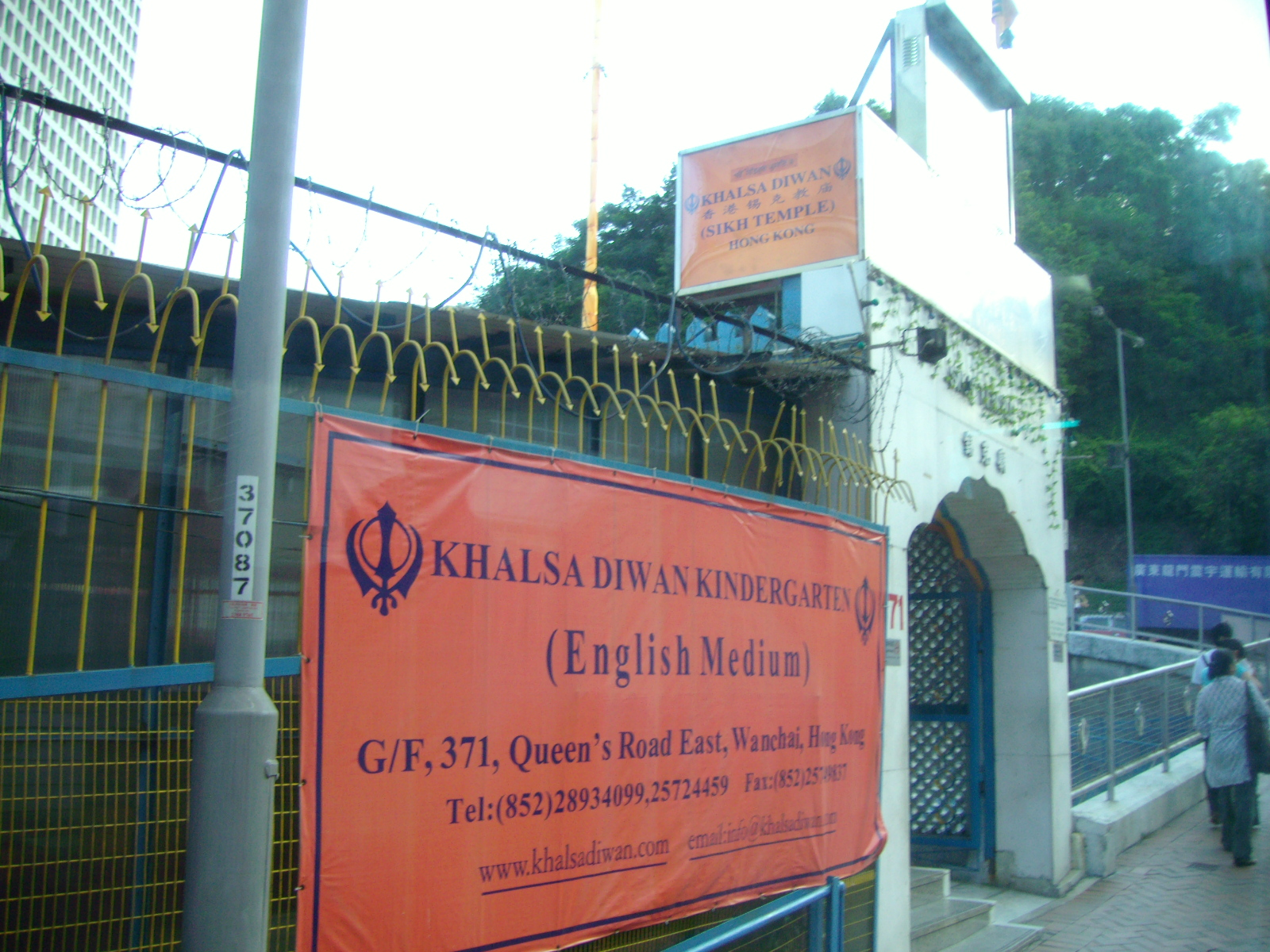
Temple et crèche sikhs à Hong Kong en 2007.

### Afghanistan
La communauté sikhe était estimée à 50 000 personnes avant l'invasion soviétique en 1979. Elle ne compte plus qu'un millier de membres en 2017 ; cependant, la Constitution leur garantit un siège à l'Assemblée nationale. Le 1er juillet 2017, un attentat-suicide à Jalalabad fait 21 morts dont dix Sikhs, parmi lesquels un candidat au parlement. Cet attentat est revendiqué par les djihadistes de l'État islamique.
Le 25 mars 2020, le temple commun hindou et sikh de Kaboul est attaqué par des hommes armés : sur 150 fidèles présents dans le bâtiment, au moins 25 sont tués et huit blessés. Cet attentat est encore revendiqué par l'État islamique.
Après la prise de Kaboul par les talibans le 15 août 2021, la plupart des 300 Hindous et Sikhs vivant encore dans le pays, y compris les députés de ces deux communautés, sont évacués vers l'Inde.

### Indonésie
La première conférence internationale sikhe s'est tenue à Jakarta en 2017, à l'occasion du centenaire de la présence sikhe en Indonésie et du 25e anniversaire du premier gurdwara de Jakarta. Selon le département d'État des États-Unis, en 2021, entre 10 000 et 15 000  Sikhs vivent en Indonésie dont 5 000 à Medan (Sumatra du Nord) et le reste à Jakarta.

### Thaïlande
Les Sikhs sont présents en Thaïlande depuis les années 1890, et ils y créent leur première organisation communautaire en 1911. Ils vivent pour la plupart dans l'agglomération de Bangkok, avec des communautés plus petites à Pattaya, Phuket, Hat Yai, Ubo, Udorn, Pattani, Chang Mi et Chiang Rai. Environ 70% d'entre eux, hommes et femmes, ont adopté des noms thaïs pour être mieux acceptés dans la société, même s'ils continuent d'utiliser les noms pendjabis entre eux : ainsi, Charanjit Singh Kalra devient Prasert Sakchiraphong Chan.

## Europe

### Allemagne
La communauté sikhe allemande est une des plus nombreuses d'Europe. On l'estime entre 10 000 et 20 000 personnes. En 2019, deux époux indiens de la région de Francfort sont condamnés respectivement à un an et demi de prison avec sursis et à une amende pour avoir espionné depuis 2015 l'opposition sikhe ainsi que les migrants du Cachemire pour le compte des services secrets indiens.

### France
Il existe plusieurs communautés sikhes en France, pour un total pouvant se monter à 30 000 personnes. Il y a cinq gurdwaras dans la Seine-Saint-Denis, dont le plus important, le Gurdwara Singh Sabha à Bobigny, est le point de départ de la procession annuelle du Vasakhi, le 14 avril. Cependant, une grande partie de la population française ignore l'existence du sikhisme, et il arrive que des Sikhs soient pris pour des musulmans en raison de leur apparence.
Dans une décision du 12 juillet 1978, la Cour européenne des droits de l'homme a estimé que l'obligation, pour les Sikhs motocyclistes, de porter un casque (en abandonnant leur turban) n'est pas contraire à l'article 9, § 2 de la Convention européenne des droits de l'homme. En France, la loi du 15 mars 2004 visant à interdire le port « ostensible » de symboles religieux dans les écoles publiques conduit désormais régulièrement à l'exclusion de l'enseignement public de lycéens et de collégiens sikhs refusant d'ôter leurs turbans. Dans un arrêt du 15 décembre 2006, le Conseil d'État a considéré que l'obligation, pour les Sikhs, de poser tête nue pour la photographie du permis de conduire n'était contraire ni à l'article 9 ni à l'article 14 de la Convention européenne des droits de l'homme. C'est que les Sikhs portent un turban par tradition mais aussi par commodité. En effet, comme ils ne se coupent ni les cheveux ni la barbe, le turban leur permet d'enrouler leurs cheveux. En 2011, le comité des droits de l'homme des Nations unies a sanctionné la France pour avoir demandé à un Sikh de retirer son turban sur sa pièce d'identité, la France n'ayant pas justifié les motifs de la nécessité d'une photo tête nue pour un Sikh lorsque le port du turban sikh (Dastaar) n'entrave pas son identification.
Le Conseil représentatif des Sikhs de France est l'instance qui représente les organismes religieux et sociaux sikhs.

### Italie
25 000 Sikhs vivent en Italie, principalement en Lombardie et en Émilie-Romagne, où ils travaillent dans l'industrie laitière, notamment dans la fabrication du parmesan.

### Grande-Bretagne

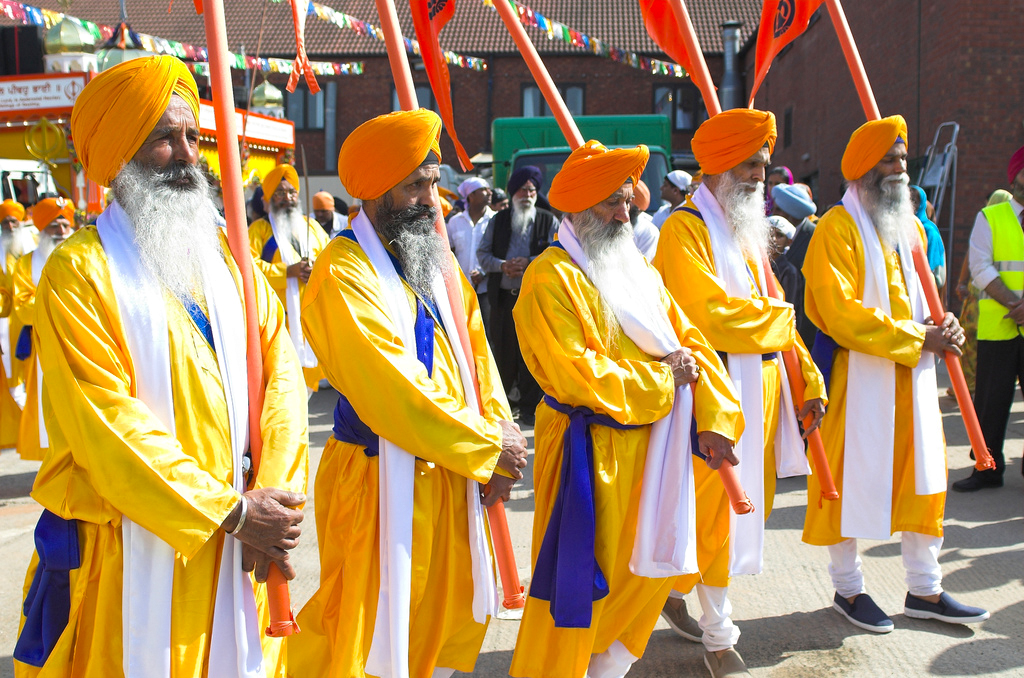
Procession sikhe en Grande-Bretagne.

Dans le cadre de son Programme de l'« École libre », le Ministère de l'éducation nationale britannique, (Department of Education) a autorisé, en septembre 2011, l'ouverture d'une école sikhe, comme 24 autres écoles, sur 323 candidatures. Cette école primaire, située à Handsworth, une région économiquement défavorisée de Birmingham, est ainsi financée à 100 % par l’État et accueille 180 élèves provenant de familles de confession sikhe mais aussi d'autres confessions ou de familles athées. Ranjit Singh Dhanda, le directeur de l'école, déclare :

« Le projet d'École libre du gouvernement nous a donné la possibilité de faire appel à la passion de la communauté pour le bénévolat désintéressé… Ce don de main-d'œuvre gratuite illustre l'essence de la « Nishkam » — qui signifie le « service désintéressé à l'humanité » — qui aidera à rendre cette école unique. »

À Londres, le quartier de Southall, dans le district d'Ealing, abrite la communauté Sikh la plus grande du pays, et la gurdwara la plus grande d'Europe[réf. nécessaire].

### Suisse

#### Historique

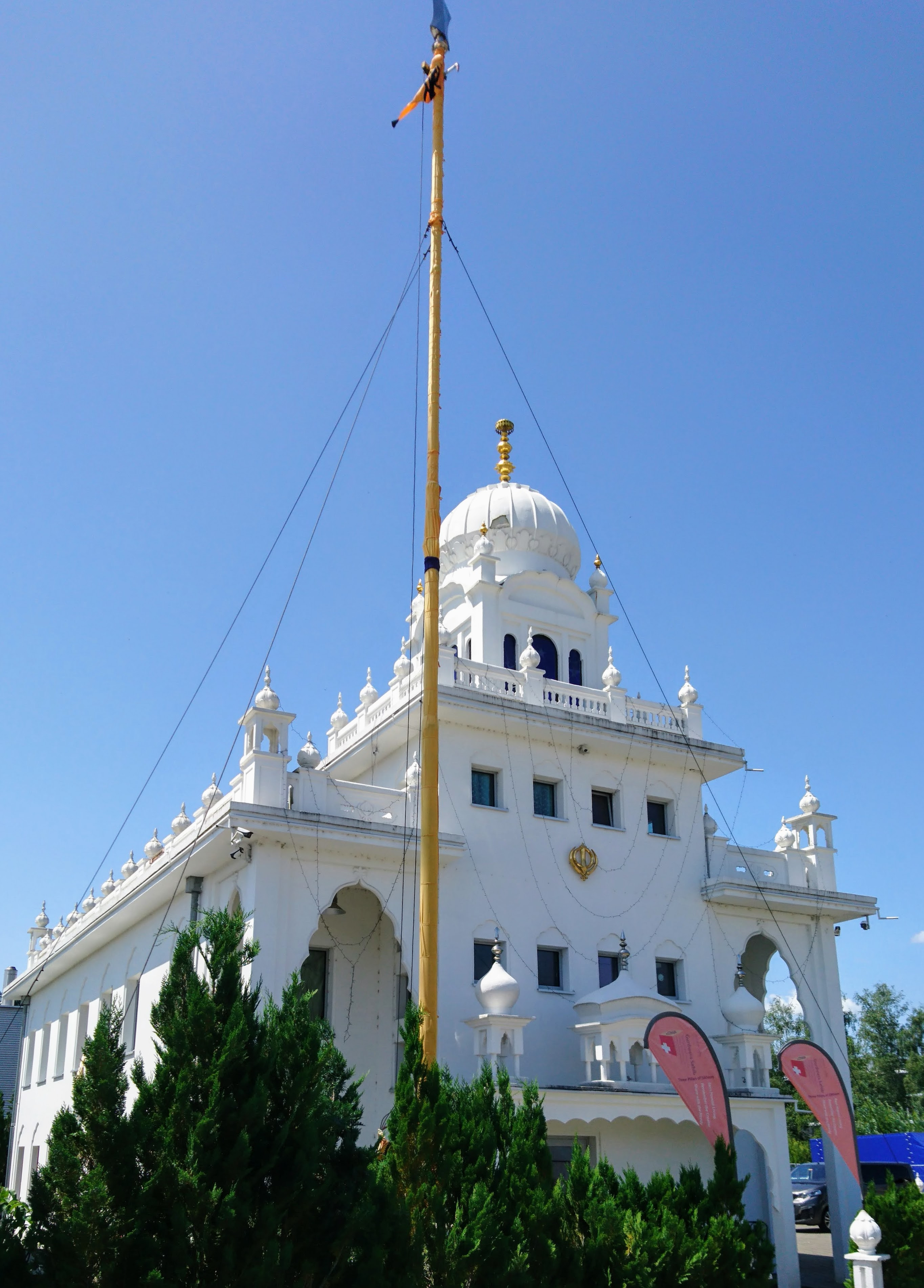
Le gurdwara de Langenthal, bâti en style traditionnel en 2006.

Les premiers Sikhs en Suisse arrivent en 1944 : il s'agit de quatre-vingt à cent prisonniers de guerre évadés d'un camp en Allemagne. Mais cela ne déboucha pas sur l'établissement d'une communauté durable. Par la suite et jusqu'aux années 1970, un petit nombre de Sikhs travaillent en Suisse, principalement dans les institutions internationales, et dès les années 1970, on note la célébration de certaines fêtes sikhes.
La population sikhe augmente dans les années 1980 avec l'arrivée des personnes qui demandent l'asile en Suisse, fuyant l'Inde et les violences liées aux activités du mouvement indépendantiste pour la fondation d'un Khalistan, puis à l'assassinat d'Indira Gandhi par ses gardes du corps sikhs. Même si toutes les demandes d'asile ne sont pas acceptées, les réfugiés acceptés font venir leurs familles ou se marient, si bien que la communauté augmente.
La communauté sikhe tente progressivement de s'organiser, à Zurich, à Bâle et dans le canton de Berne. Diverses associations sont fondées, souvent éphémères et rivales, ce qui a ralenti l'organisation de la communauté en Suisse. Bientôt pourtant, dans les cantons de Berne et Soleure, deux associations émergent, qui vont chacune fonder un gurdwara : en 2006 à Langenthal (premier gurdwara construit en Suisse), suivi par l'ouverture d'un second à Däniken, en 2015,. Les communautés de Genève et Zurich vont, elles, ouvrir des lieux de culte provisoire, qui sont également fréquentés par de nombreux hindous.

#### Bâtiments
On relèvera que le gurdwara de Langenthal est une construction dans le style traditionnel indien des temples sikhs,, bâtie sur un terrain acquis par la communauté sikh. Sa construction a coûté un million et demi de francs suisses (valeur 2006). Celui de Däniken est une construction aux lignes contemporaines, due à l'architecte suisse Arjuna Adhihetty. Le coût des travaux s'est élevé à deux millions et demi de francs suisses.
En Suisse comme ailleurs dans le monde, les visiteurs sont bien acceptés dans les gurdwara à condition de se conformer aux règles de pureté : enlever leurs chaussures, se couvrir la tête, ne pas apporter d'alcool ou de cigarettes. D'autre part, il n'y a pas d'inégalité entre hommes et femmes dans le culte. À titre d'exemple, c'est une femme qui, de 1985 à 1989, assure pour la première fois en Suisse la fonction de granthi (lectrice du livre sacré Guru Granth Sahib),.

#### Aujourd'hui

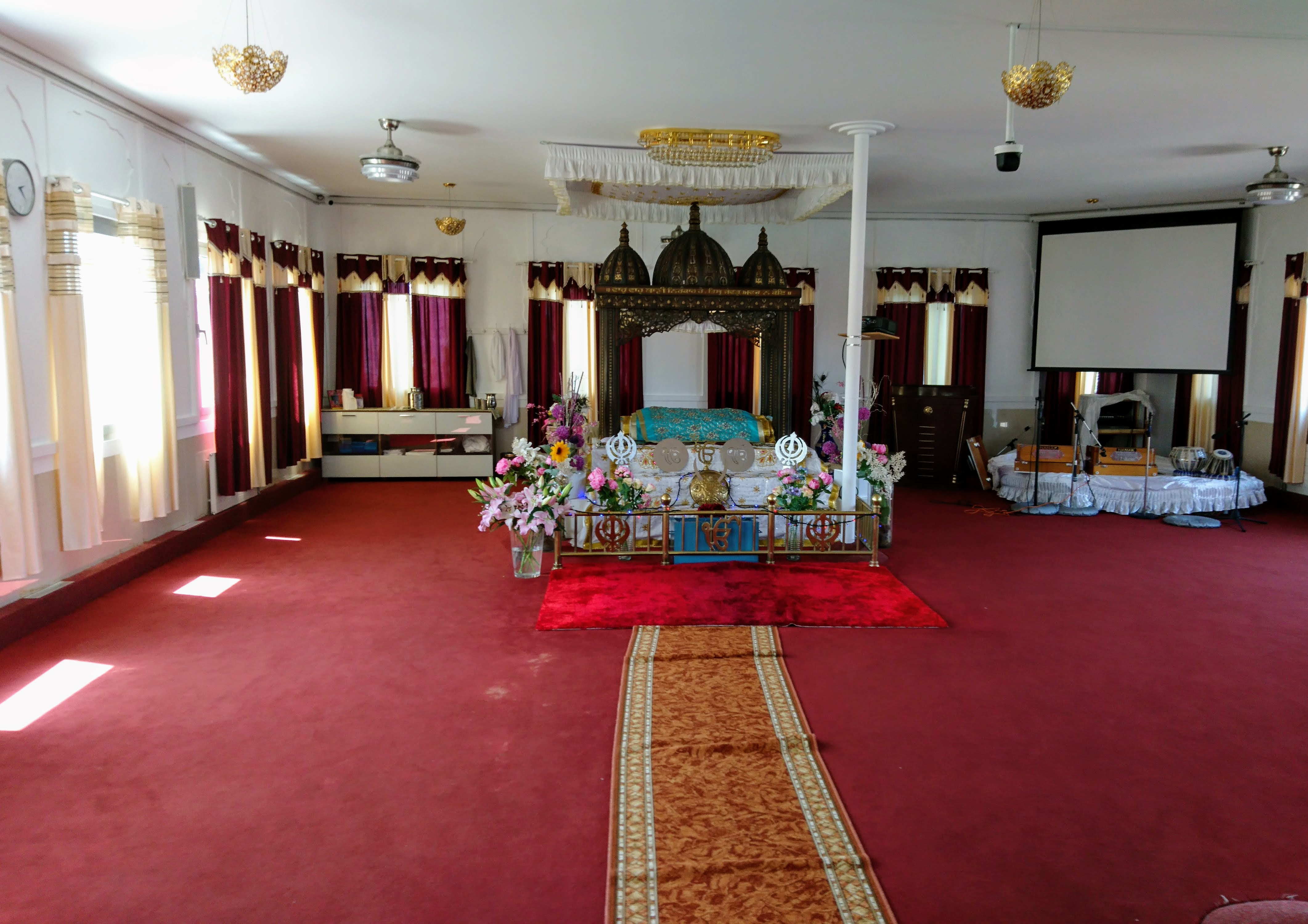
Salle de prière du gurdwara de Langenthal.

Aujourd'hui, la communauté sikhe compterait entre 500 et mille personnes, contre quelque 3000 entre 1984 et le début des années 1990. Il est difficile de donner des chiffres précis car le recensement suisse ne considère pas le sikhisme comme religion indépendante et le classe dans la catégorie « autres religions ». Toutefois en raison du nombre croissant d'enfants, leur nombre est en augmentation et on trouve des sikhs sur l'ensemble du territoire helvétique.
Petite communauté avec seulement quatre lieux de culte (dont deux dans un bâtiment indépendant), les Sikhs suscitent une certaine curiosité mais sont bien acceptés par la population. C'est surtout l'image plutôt exotique de cette religion qui attire l'attention. Parmi les obligations pour les sikhs qui veulent respecter leur loi religieuse, le port du turban a pu soulever certaines interrogations, mais qui ont disparu depuis quelques années (à l'exception de l'obligation du port du casque pour les motocyclistes, qui oblige à ôter le turban) contrairement à celui du kirpan qui entraîne encore des discussions lors des contrôles de police ; la façon dont il est porté est toutefois considérée comme légale. La plupart des hommes renoncent au turban et à la barbe pour trouver plus facilement du travail.

## Océanie
Comme dans d'autres pays, la communauté sikhe de Nouvelle-Zélande a d'abord été constituée de demandeurs d'asile des années 1980 avant d'évoluer vers une immigration économique. Elle connaît une croissance particulièrement rapide : elle double de 2006 à 2013 et encore de 2013 à 2018, atteignant 41 000 personnes. Il arrive que des migrants sikhs, à cause de leur ignorance de l'anglais, soient exploités par des patrons sans scrupules. La politique de restriction de l'immigration mise en place en 2017 tend cependant à réduire leurs possibilités d'entrée. Il y a vingt gurdwaras dans le pays ; leurs cuisines distribuent des repas gratuits accessibles à toutes les communautés. Après les attentats de Christchurch du 15 mars 2019, commis par un groupe d'extrême-droite contre deux mosquées, les Sikhs de Nouvelle-Zélande manifestent leur solidarité avec les musulmans.

## Le kundalinî yoga: une pratique spirituelle issue du sikhisme
Une pratique spirituelle indienne issue du sikhisme, le kundalinî yoga, est diffusée en Occident par Yogi Bhajan depuis 1986. Les adeptes venus du sikhisme conservent leurs attributs traditionnels, cheveux longs, turban blanc et robe blanche, ce qui n'est pas le cas des convertis occidentaux.